# Sofía Ellar
Sofía Lecubarri Ruigómez (Londres, 15 de noviembre de 1993), más conocida como Sofía Ellar, es una cantautora, compositora y empresaria española.
Sofía Ellar ha hecho apariciones en entrevistas televisivas y por radio en numerosas ocasiones, y ha participado en varias giras alrededor de España. En septiembre de 2017, varios de sus vídeos de YouTube llegaron a varios millones de visitas, sus canciones en Spotify alcanzaron tres millones de reproducciones y en el 2022 su tercer álbum Libre ha sido el disco en formato físico que más ventas ha tenido detrás de Rosalía.

## Biografía
Los padres de Ellar regresaron de Londres a España siendo ella aún una niña, pasando gran parte de su infancia y adolescencia en Santander, Cantabria, tierra de la que proceden sus progenitores y a la que hace referencia en varias de sus canciones. Empezó su carrera musical actuando en varios conciertos cuando era una niña, en 2000, al trasladarse a Madrid.
Es graduada en Administración de Empresas por la IE Universidad y ha continuado con su carrera musical desde entonces.
El 31 de marzo de 2021, y después de cinco años de relación, anunció públicamente su ruptura con el también cantante Álvaro Soler.

## Trayectoria artística
El 24 de febrero de 2017 lanzó su primer álbum de estudio, Seis peniques. Su primer sencillo, titulado «Segundas partes entre suicidas», marcaba su entrada a Spotify.
En 2018, Sofía Ellar anunció que todos los ingresos obtenidos de su sencillo «Humanidad en paro» serían destinados a diferentes entidades que apoyan a los individuos sin hogar.
En 2019 estrenó «Bañarnos en vaqueros». Una parte del vídeo musical fue rodado en la cala de la Barraca de Jávea. 
En abril de 2020 publicó «Barrer a casa», compuesto durante el confinamiento provocado por la pandemia de COVID-19 en España y que trata sobre la cuarentena, haciendo mención al aplauso sanitario. Está compuesto e interpretado junto con Álvaro Soler.
En el 2 de octubre de 2020 publicó De sastre, compuesto por ella misma, y el cual llegó a tener un gran impacto en su lanzamiento.
El 1 de abril de 2020, Sofía participó junto a varios artistas españoles interpretan una nueva versión de la canción «Resistiré» del Dúo Dinámico durante el confinamiento. El vídeo oficial es «Resistiré» de Warner Music Spain, grabado durante las primeras semanas de la pandemia de la enfermedad COVID-19.
En noviembre de 2020 y coincidiendo con su cumpleaños, publicó «Not All Roses», compuesto por ella e interpretado junto a su hermano Álvaro.
El 12 de mayo de 2021 sacó «Cancha y gasolina», canción que compuso junto con Paco Salazar y que le dio título a su gira en ese mismo verano.
El 18 de noviembre de 2021 sacó sus últimos sencillos bajo el nombre de Mademoiselle Madame, personaje que creó para demostrar que la gente critica el cambio de otras personas sin saber qué es lo que realmente ocurre en ellas y para sacar esos temas no tan relacionados con lo que suele ser Sofía Ellar. Mademoiselle Madame es el alterego de Sofía Ellar. Está compuesto de tres canciones: «Mademoiselle Madame», «Fama» y «El último Johnny Bravo». En el vídeo musical de «Calma», Mademoiselle Madame hace una reaparición puntual. 
El 6 de abril de 2022 participó en el programa de La 1 Unidos por la paz: Ucrania en el corazón; para ayudar en la recaudación que se destinó al pueblo ucraniano. Sofía Ellar cierra la gala con la canción «Y 23». El día 7 de abril de 2022 se estrena la canción «Y 23».
El 22 de abril de 2022 realizó su primera gira internacional en México, llamada A todo taco tour. El 24 de abril de 2022 realizó su primer concierto en Ciudad de México.
En septiembre de 2022 sacó su tercer álbum, Libre con once canciones y un disco libro donde explica lo que hay detrás de cada canción. Incluye las canciones «Primero de escalera», «Amazónico», «Patas de alambre», «Cancha y gasolina», «Lorenzo y Catalina», «Los petroleros», «Libre», «Y 23», «Calma», «Tal y cual» y «Canción de radio».  
El día 15 de noviembre de 2022 se estrena el vídeo musical de «Patas de alambre». El vídeo musical fue rodado en Santander y en el faro de la isla de Mouro. Es una canción dedicada a su padre y la fecha de estreno coincide con el cumpleaños de Sofía.

## Discografía

### Álbumes
- Seis peniques (2017)[25]
- Nota en do (2018)[26]
- Libre (2022)[27]

### Sencillos
- Verano con lima (2017)[28]
- Cenas que acaban en juerga (2017)[29]

- Humanidad en paro (2017)[30]
- Tus movidas (2018)[31]
- Versión de cobarde (2018)[32]

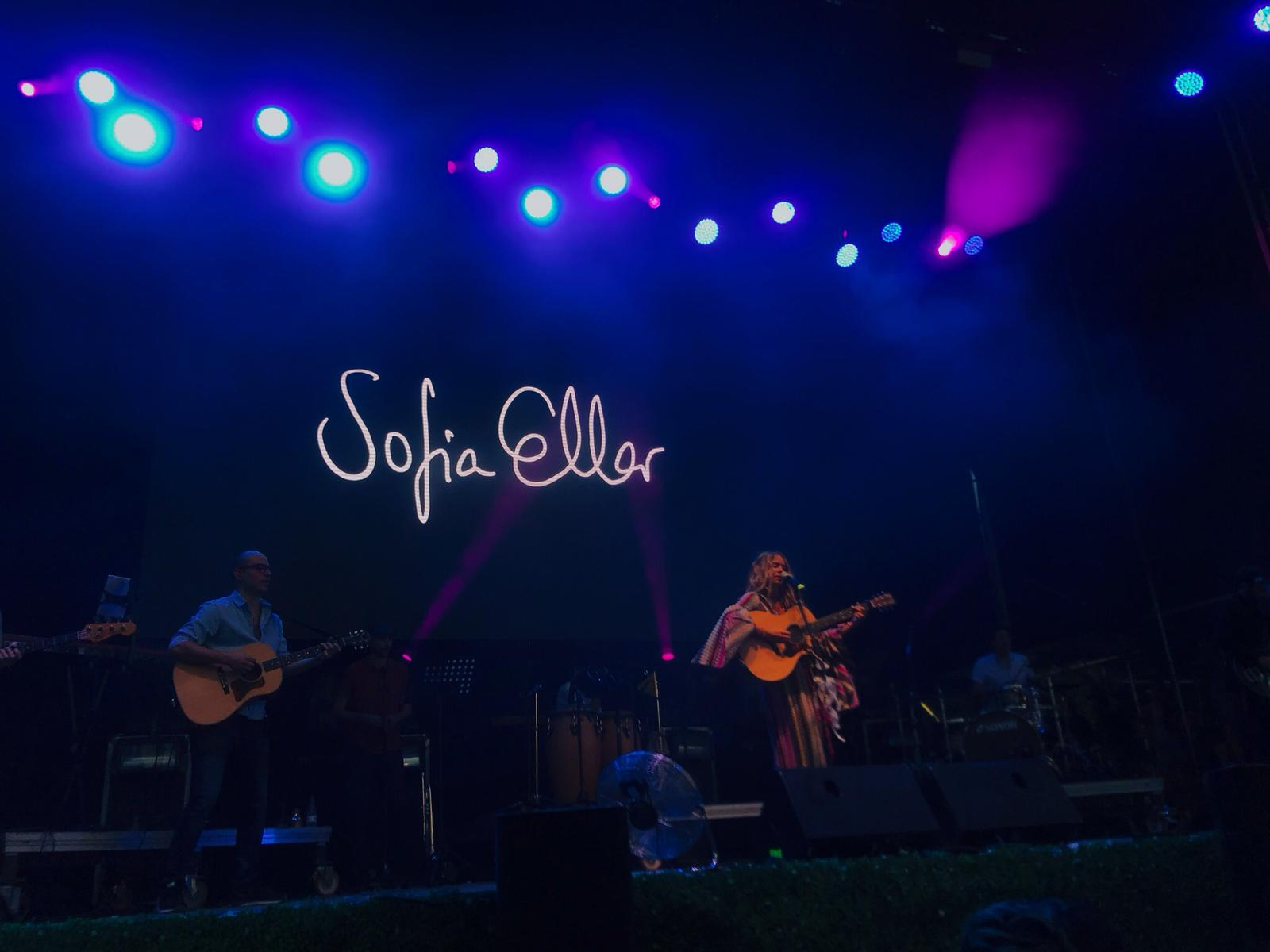
Ellar en concierto en Málaga, 2018

- No fue mentira-Sesiones Moraima (2018)[33]
- Bañarnos en vaqueros (2019)[34]
- Ahora dime (2019)[35]
- La revolución (2019)[36]
- Media tinta (2019)[37]
- Ana ft. Ana (2019)[38]
- Barrer a casa ft. Álvaro Soler (2020)
- Si es Roma amor (2020)
- De sastre (2020)
- Not All Roses (2020)
- Cancha y gasolina (2021)
- Y 23 (2022)[39]
- Canción de radio (2022)
- Calma (2022)
- Patas de alambre (2022)
- Puro cuento ft. Emanero (2023)[40]
- Si nos Pillan (2024)
- C'est la vie(2024)

### Colaboraciones
- Coral del arrecife-Amuza (2019) con Miki Núñez [41]
- Humanidad en paro ft. Blas Cantó[42]
- Fantasía ft. Sofía Ellar (2021)[43]
- Hay un camino (2021) con Nando Agüeros[44]
- Y ahora  (2022) con Álex Ubago[45]

## Filmografía
- Angry Birds 2 (2019)[46]
- El Regalo, Disney España (2022)[47]

## Giras
- Gira Bañarnos en vaqueros (2019)[48]
- Gira De puntillas (2020)[49]
- Gira Cancha y gasolina (2021)[50]
- A todo taco tour (2022)
- Libre tour (2022)[51]
- Si nos pillan(2024)